# Хавин, Владимир Иосифович
Владимир Иосифович Хавин (27 июля 1931, Москва — 2005, Москва) — советский и российский архитектор. Лауреат Ленинской премии. Заслуженный архитектор РСФСР (1993).

## Биография
Владимир Иосифович Хавин родился в Москве, в еврейской семье. Окончил среднюю художественную школу.
Окончил МАРХИ в 1961 году. Ученик Г. Я. Мовчана.
Член Союза архитекторов СССР с 1966 года. Член КПСС с 1967 года.
С 1960 года годах работал в мастерской № 10 Моспроекта (руководитель Я. Б. Белопольский) в бригаде, возглавляемой Е. П. Вулыхом. Затем до 1978 года работал в мастерской № 11 Моспроекта-1 под руководством Я. Б. Белопольского. В 1978—2005 годах руководил районной архитектурно-проектной мастерской № 12 в управлении Моспроекта-1.
С 1976 года преподавал в Московском художественном институте.
Лауреат Ленинской премии (1984).

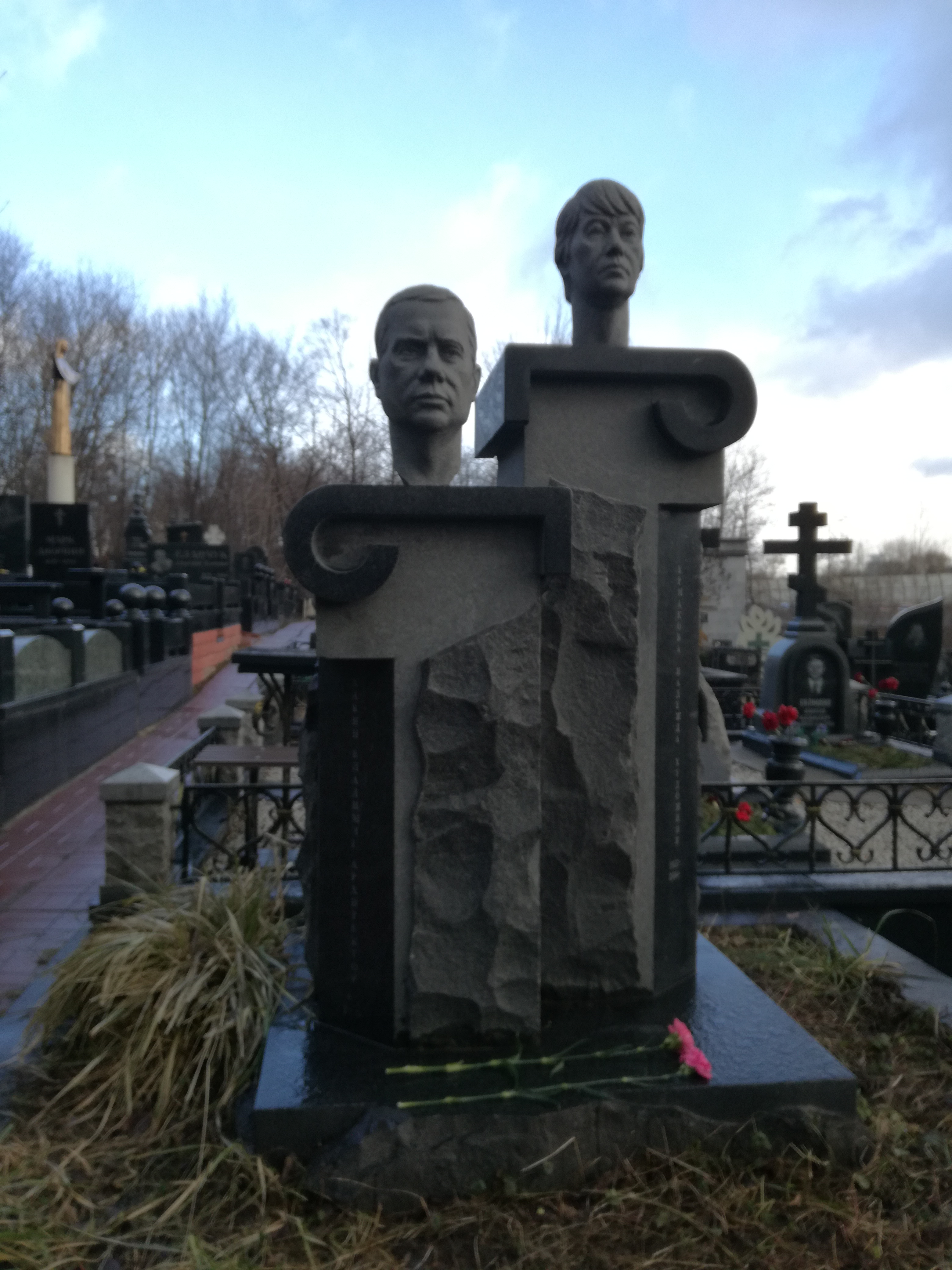
Могила Хавина на Даниловском кладбище

Похоронен на Даниловском кладбище в Москве (уч. 35э)

## Оценки
Я. Б. Белопольский говорил о В. И. Хавине:
Безупречный вкус, стремление к архитектурной и конструктивной логике, к чистым композиционным решениям, большая зрелость в понимании современной архитектуры и знание её законов — всё это характерно для его творческого облика.

## Основные работы
С коллективом авторов:
- Памятник студентам МГУ, погибшим в Великой Отечественной войне (1960-е)[2]
- Памятник М. В. Фрунзе в Бишкеке (1965)[3]
- Музей советско-польского боевого содружества (1968, с. Ленино, Белоруссия)[3]
- Большой Московский государственный цирк, на проспекте Вернадского (1971)[8][2].
- Ансамбль жилых и административных зданий на Октябрьской площади в Москве (1980—1984)[5]
- Монумент «Тыл — фронту» в Магнитогорске (1972—1979)[3]
- Гостиничный комплекс «Севастополь» в Москве (1980)[5]
- Мемориальный комплекс «Героям Гражданской войны и Великой Отечественной войны 1941—1945 гг.» в Новороссийске (1982, Ленинская премия, 1984)[5]
- Московский дворец молодёжи[5]
- Здание Газпрома, Москва, 1995 г.

## Галерея

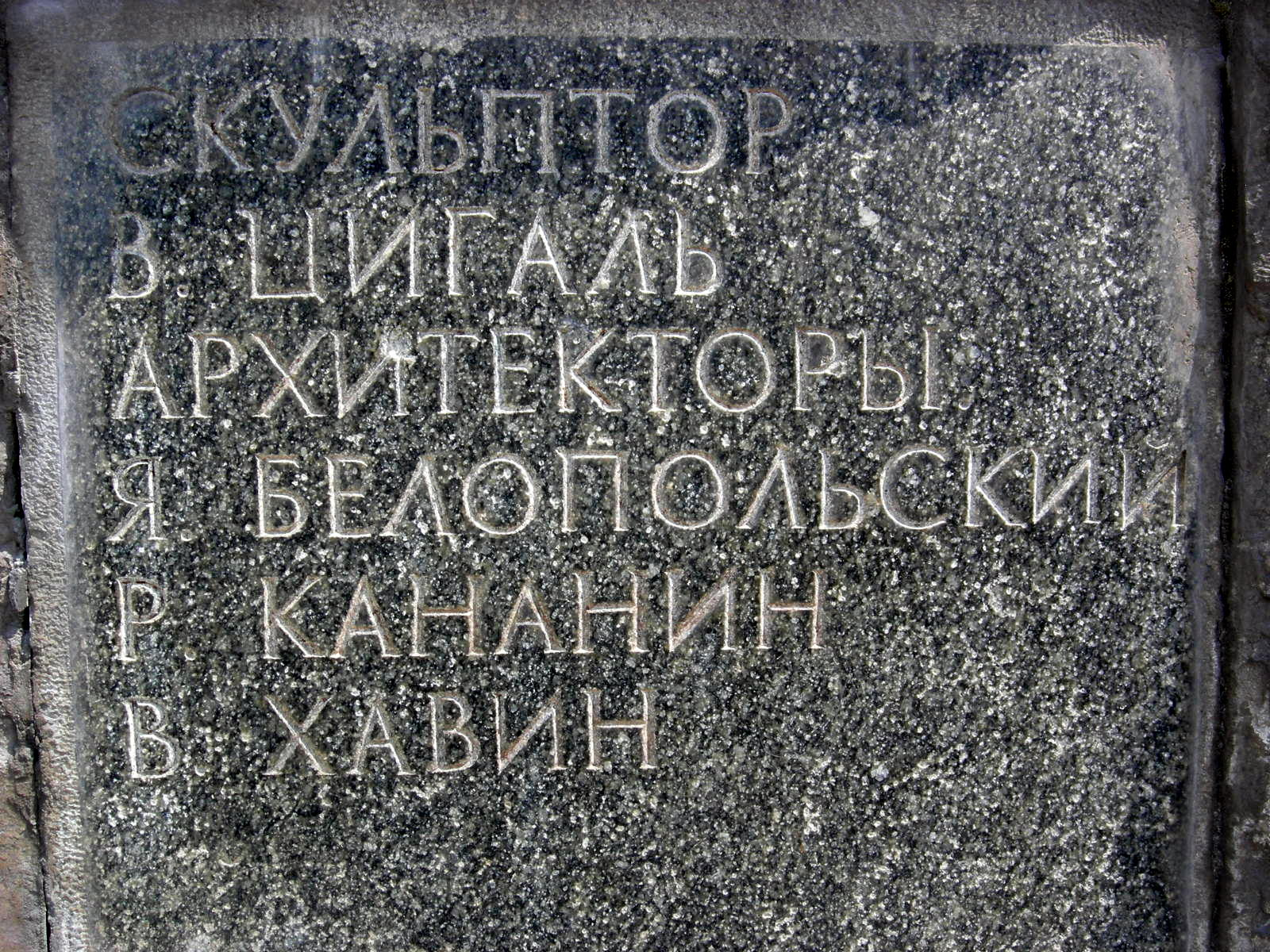
Новороссийск. Фрагмент комплекса «Героям Гражданской войны и Великой Отечественной войны 1941—1945 гг.»